# Григорьев, Андрей Олегович
Андре́й Оле́гович Григо́рьев (род. 18 мая 1970) — российский легкоатлет, специалист по бегу на короткие дистанции. Выступал на профессиональном уровне в 1990—2001 годах, обладатель бронзовой медали Игр доброй воли в Санкт-Петербурге, многократный чемпион России в спринтерских дисциплинах, действующий рекордсмен России в беге на 60 метров и в эстафете 4 × 200 метров, участник ряда крупных международных стартов, в том числе чемпионата мира в Гётеборге и чемпионата Европы в Хельсинки. Представлял Омскую область. Тренер по лёгкой атлетике.

## Биография
Андрей Григорьев родился 18 мая 1970 года. Занимался лёгкой атлетикой в Омске, окончил Сибирский государственный университет физической культуры и спорта.
Впервые заявил о себе в сезоне 1990 года, когда на соревнованиях в Брянске выиграл серебряную медаль в беге на 100 метров.
В 1992 году выиграл 60 и 200 метров на зимнем чемпионате России в Волгограде. На эстафетном турнире Pearl European Relays в Шеффилде вместе с соотечественниками Эдвином Ивановым, Андреем Федоривым и Олегом Фатуном установил ныне действующий рекорд России в эстафете 4 × 200 метров — 1.21,63.
В 1994 году в беге на 50 метров выиграл серебряную медаль на международном турнире «Русская зима» в Москве, в беге на 60 метров стал серебряным призёром на зимнем чемпионате России в Липецке, в эстафете 4 × 100 метров с командой Омской области одержал победу на летнем чемпионате России в Санкт-Петербурге. Благодаря череде удачных выступлений удостоился права защищать честь страны на Играх доброй воли в Санкт-Петербурге, где в программе эстафеты 4 × 100 метров завоевал бронзовую награду, уступив только командам из США и Кубы. Также принимал участие в чемпионате Европы в Хельсинки — в 100-метровой дисциплине дошёл до стадии четвертьфиналов, тогда как в эстафете 4 × 100 метров в финале их команду дисквалифицировали.
В 1995 году на зимнем чемпионате России в Волгограде превзошёл всех соперников в дисциплине 60 метров, установив при этом ныне действующий национальный рекорд — 6,52. На чемпионате мира в помещении в Барселоне в той же дисциплине остановился на стадии полуфиналов. На Кубке Европы в Лилле стал вторым в беге на 100 метров. На летнем чемпионате России в Москве выиграл индивидуальный бег на 100 метров и эстафету 4 × 100 метров. В тех же дисциплинах стартовал на чемпионате мира в Гётеборге, в финалы не вышел. Победил в 100-метровой дисциплине на Всемирных военных играх в Риме.
В 1996 году в эстафете 4 × 100 метров занял пятое место на Кубке Европы в Мадриде, в 100-метровой дисциплине выиграл серебряную медаль на чемпионате России в Санкт-Петербурге.
В 1997 году был лучшим на дистанции 60 метров на зимнем чемпионате России в Волгограде, получил серебро в эстафете 4 × 100 метров на летнем чемпионате России в Туле.
В 1998 году в эстафете 4 × 100 метров стал третьим на Кубке Европы в Санкт-Петербурге и пятым на Играх доброй воли в Нью-Йорке.
На чемпионате России 2000 года в Туле вновь одержал победу в эстафете 4 × 100 метров.
Завершил спортивную карьеру по окончании сезона 2001 года.
Впоследствии проявил себя на тренерском поприще, в частности тренировал своего сына Вадима Григорьева.